# Futbolen Klub Septemvri Simitli
Il Futbolen Klub Septemvri (in bulgaro Футболен Клуб Септември?), noto come Septemvri Simitli è una società calcistica bulgara della città di Simitli. Milita nella Vtora liga, la seconda serie del campionato bulgaro di calcio.
Fondata nel 1942, è stata conosciuta, dal 1961 al 1975, come Pirin Miner. Nel 1998 il club ha assunto la denominazione di Septemvri 98, che ha mantenuto fino al 2004, anno in cui è passato all'attuale denominazione. La squadra è composta prevalentemente da giovani; nel 2011 ha stabilito un'affiliazione con il Levski Sofia, di cui è divenuta società satellite puntando sullo sviluppo di giovani calciatori.

## Rose passate
- 2011-2012

## Palmarès

### Competizioni nazionali
- Kupa na Amat'orskata futbolna liga: 1

1994-1995

### Altri piazzamenti
- Coppa di Bulgaria:

Semifinalista: 2011-2012